# 消費者委員会

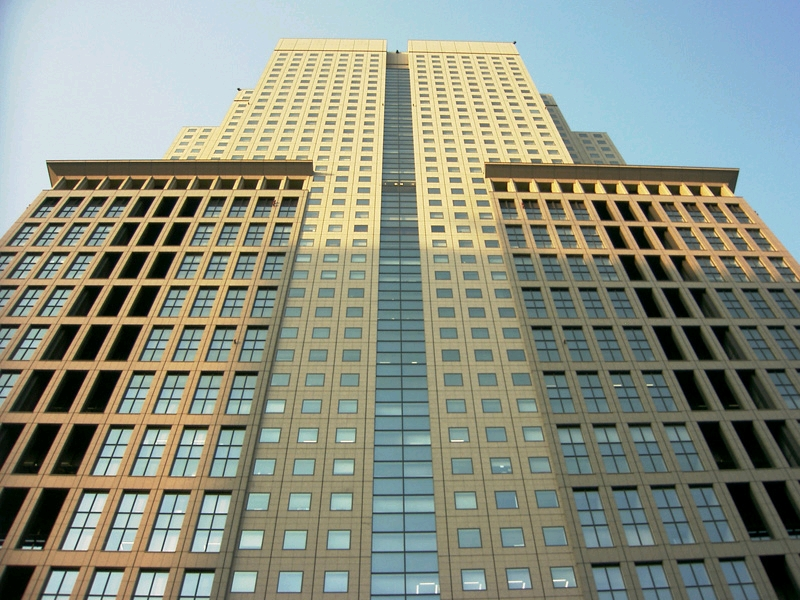
内閣府消費者委員会事務局が設置された山王パークタワー

消費者委員会（しょうひしゃいいんかい、英語: Consumer Commission）は、内閣府の審議会等である。略称は消費者委（しょうひしゃい）、CC。

## 概要
福田康夫政権の消費者行政一元化構想により、消費者庁及び消費者委員会設置法に基づき、2009年9月1日に設立された。内閣府の下に設置された独立機関である。国家公安委員会のような「外局」や政治資金適正化委員会のような「特別の機関」とは異なり、内閣府の「審議会等」として位置づけられている。組織の長は消費者委員会委員長であり、委員の中から互選で決められる。初代委員長には一橋大学大学院法学研究科教授の松本恒雄が就任した。

## 任務
消費者庁をはじめとする消費者行政に関連する各中央省庁を監視し、問題がないかチェックするのが主要な任務である。問題が認められた場合、内閣総理大臣や関係省庁の主任の大臣、消費者庁長官に対して建議する権限を持つ。特に、内閣総理大臣に対しては、消費者安全法に基づき報告する権限や、その後の措置について報告を要求する権限が与えられている。また、内閣総理大臣や消費者庁長官のみならず関係省庁の主任の大臣からの諮問にも応じており、消費者行政に関する諸問題について討議している。

## 組織
内閣府消費者委員会は、内閣総理大臣に任命された10名以内の委員により構成される。委員の任期は2年間とされているが、再任することも認められている。委員会には事務局が設置され、事務局長らをはじめとする職員らにより運営されている。なお、委員とは別に臨時委員や専門委員を置くこともできるなど、柔軟な組織構成となっている。

## 歴代委員長
| 代 | 氏名       | 在任期間                    | 主要な経歴                         |
| -- | ---------- | --------------------------- | ---------------------------------- |
| 1  | 松本恒雄   | 2009年9月1日 - 2011年9月6日 | 一橋大学大学院法学研究科教授       |
| 2  | 河上正二   | 2011年9月7日 - 2017年       | 東京大学大学院法学政治学研究科教授 |
| 3  | 髙巖       | 2017年 - 2019年             | 麗澤大学経済学部経営学科教授       |
| 4  | 山本隆司   | 2019年 - 2021年             | 東京大学大学院法学政治学研究科教授 |
| 5  | 後藤巻則   | 2021年 - 2023年             | 早稲田大学大学院法務研究科教授     |
| 6  | 鹿野菜穂子 | 2023年 - (現職）            | 慶應義塾大学大学院法務研究科教授   |